# Federación Internacional de Juventudes Liberales
La Federación Internacional de Juventudes Liberales (IFLRY) es una organización internacional de jóvenes liberales. Consiste en una unión internacional de juventudes nacionales, generalmente, pero no siempre, afiliadas con partidos políticos miembros de la Internacional Liberal. 
La IFLRY continúa la tradición de otras dos organizaciones que la precedieron. La primera fue la Federación Mundial de Juventudes Liberales y Radicales (WFLRY), fundada en 1947.[cita requerida] La WFLRY era también una organización internacional, pero la mayor parte de los miembros estaba activa en Europa. Ello llevó a la creación, en 1969, de la Federación Europea de Juventudes Liberales y Radicales (EFLRY). La WLFRY fue disuelta en 1978 y la EFLRY cambió su nombre por IFLRY, Federación Internacional de Juventudes Liberales y Radicales. En 2001 la organización cambió su nombre por "IFLRY - Federación Internacional de Juventudes Liberales".